# Duckeanthus grandiflorus
Duckeanthus grandiflorus là loài thực vật có hoa thuộc họ Na. Loài này được Robert Elias Fries mô tả khoa học đầu tiên năm 1934.

## Phân bố
Loài này có ở bắc và tây bắc Brasil.